# Toomas Hint
Toomas Hint (Moszkva, 1960. június 9. – Tallinn, 1998. december 11.) szovjet színekben világbajnok észt párbajtőrvívó, edző.